# Sinningia speciosa
Sinningia speciosa, comúnmente conocida como gloxinia, es una especie de planta con flores de la familia Gesneriaceae originaria de Brasil. El nombre común ha persistido desde su introducción al cultivo en 1817. A veces es llamada "gloxinia del florista" para distinguirla del género Gloxinia, el cual está formado por plantas rizomatosas, no tuberosas. 

## Descripción
Es una planta herbácea y perenne de unos 20 a 40 cm de altura, de raíz tuberosa y hojas carnosas, ovaladas y pilosas que crecen en roseta desde la base del tallo floral. Las flores miden unos 10 cm en la abertura y tienen forma acampanada. Generalmente florecen en verano y otoño, aunque pueden hacerlo en otras estaciones.
Es popular como planta de interior debido a que produce flores grandes, aterciopeladas y de colores brillantes. Los requisitos de cultivo son similares a los de las violetas africanas, excepto que S. speciosa generalmente requiere más luz y a menudo tiene un período de latencia, cuando la raíz debe mantenerse fresca y seca hasta que rebrote.

## Cuidados y cultivo
Necesita luz abundante sin estar expuesta a pleno sol, al ser una planta tropical, necesita una temperatura media de 20 °C y no resiste bien el frío. Prefiere suelos arenosos con buen aporte de materia orgánica, conviene realizar los trasplantes a final del invierno. Los riegos deben ser frecuentes pero moderados, ya que es susceptible al ataque de áfidos, cochinillas de harina y hongos si el sustrato está demasiado húmedo. Tras la floración se debe ir reduciendo los riegos hasta eliminarlos cuando las hojas se vuelven amarillas, este es el momento de retirar los tubérculos y guardarlos en un sitio fresco y seco.
Aunque no necesita poda, es aconsejable retirar las flores marchitas.
Se puede multiplicar por medio de semillas, división de los tubérculos y también por esquejes de hojas, aunque este método es más laborioso y puede ser menos efectivo.

## Galería

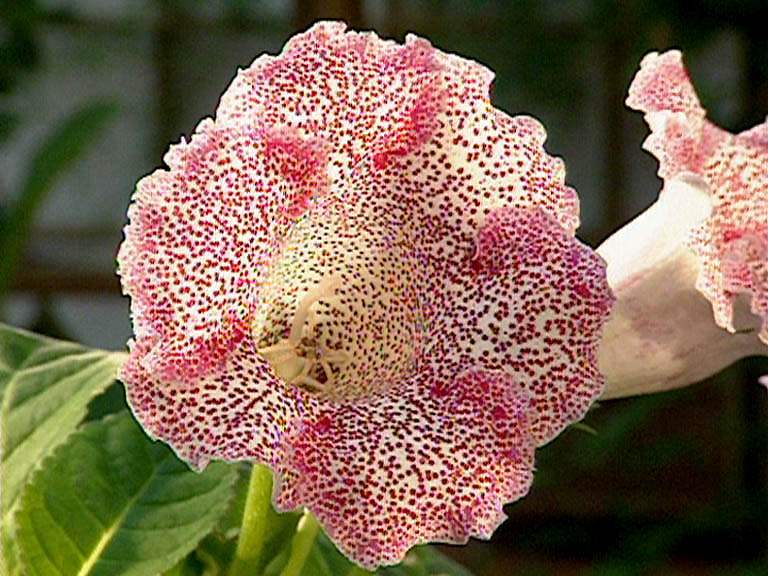
Variedad moteada
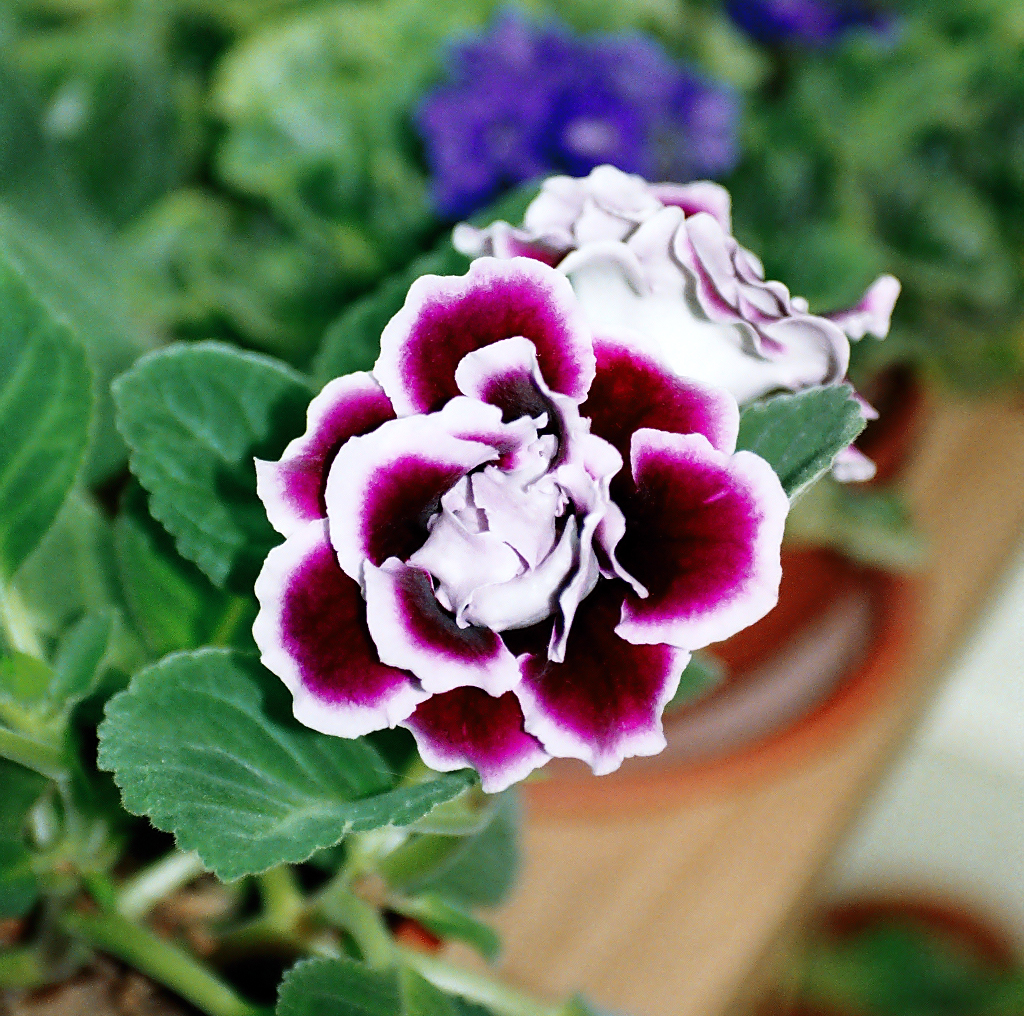
Variedad variegada
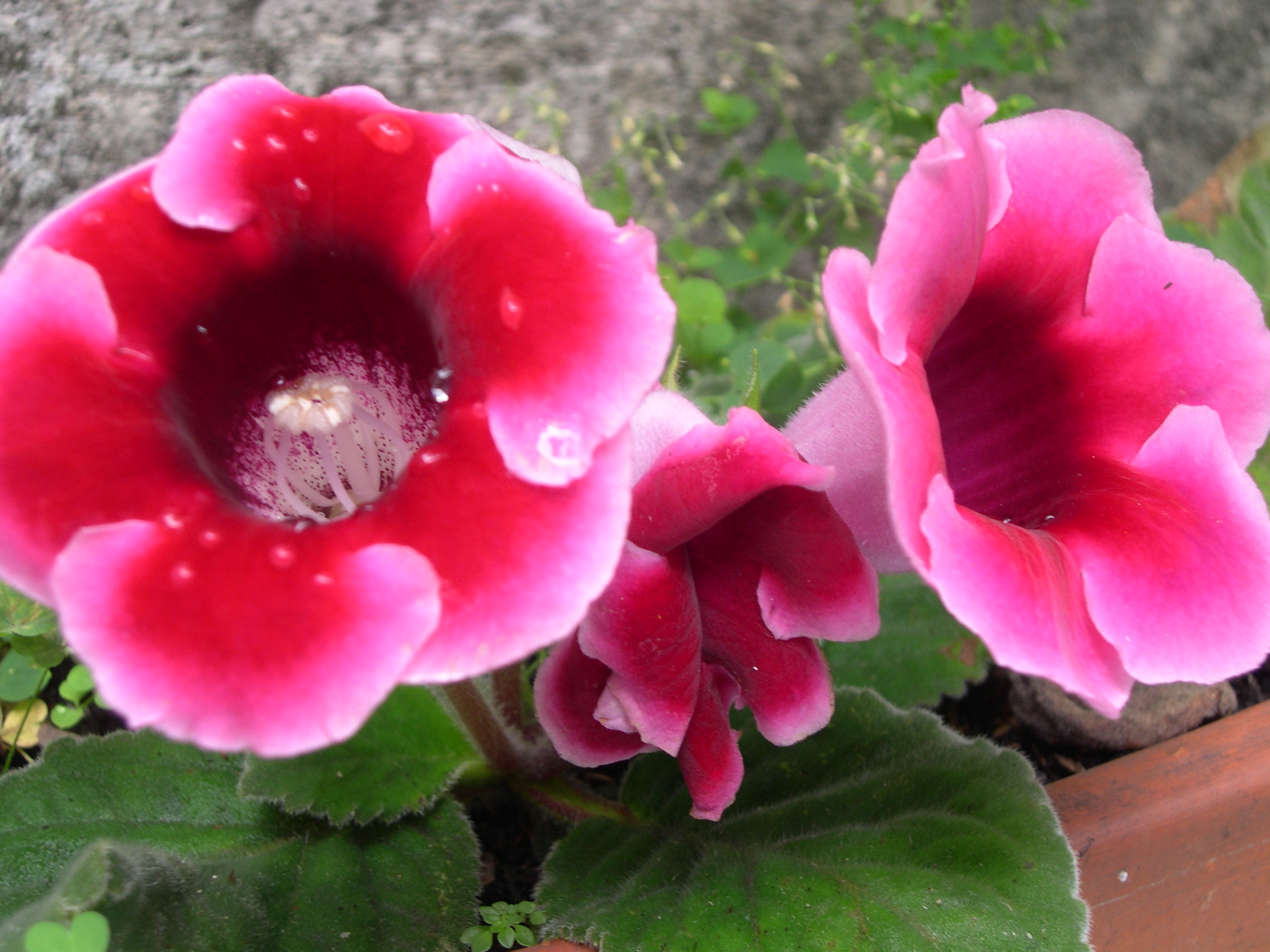
Variedad rosada.